# Balabanka
Balabanka  (ucraniano: Балабанка) es una localidad del Raión de Bilhorod-Dnistrovskyi en el Óblast de Odesa de Ucrania. Según el censo de 2001, tiene una población de 159 habitantes.